# Гвалиор
Гва́лиор, Гва́лияр (хинди ग्वालियर, Гвалияр; англ. Gwalior) — четвёртый по величине город индийского штата Мадхья-Прадеш. Расположен в 122 км к югу от Агры на пересечении железных дорог и состоит из трёх исторических центров — собственно Гвалиора, Лашкара и Морара. Население — 1 101 981 (2011).

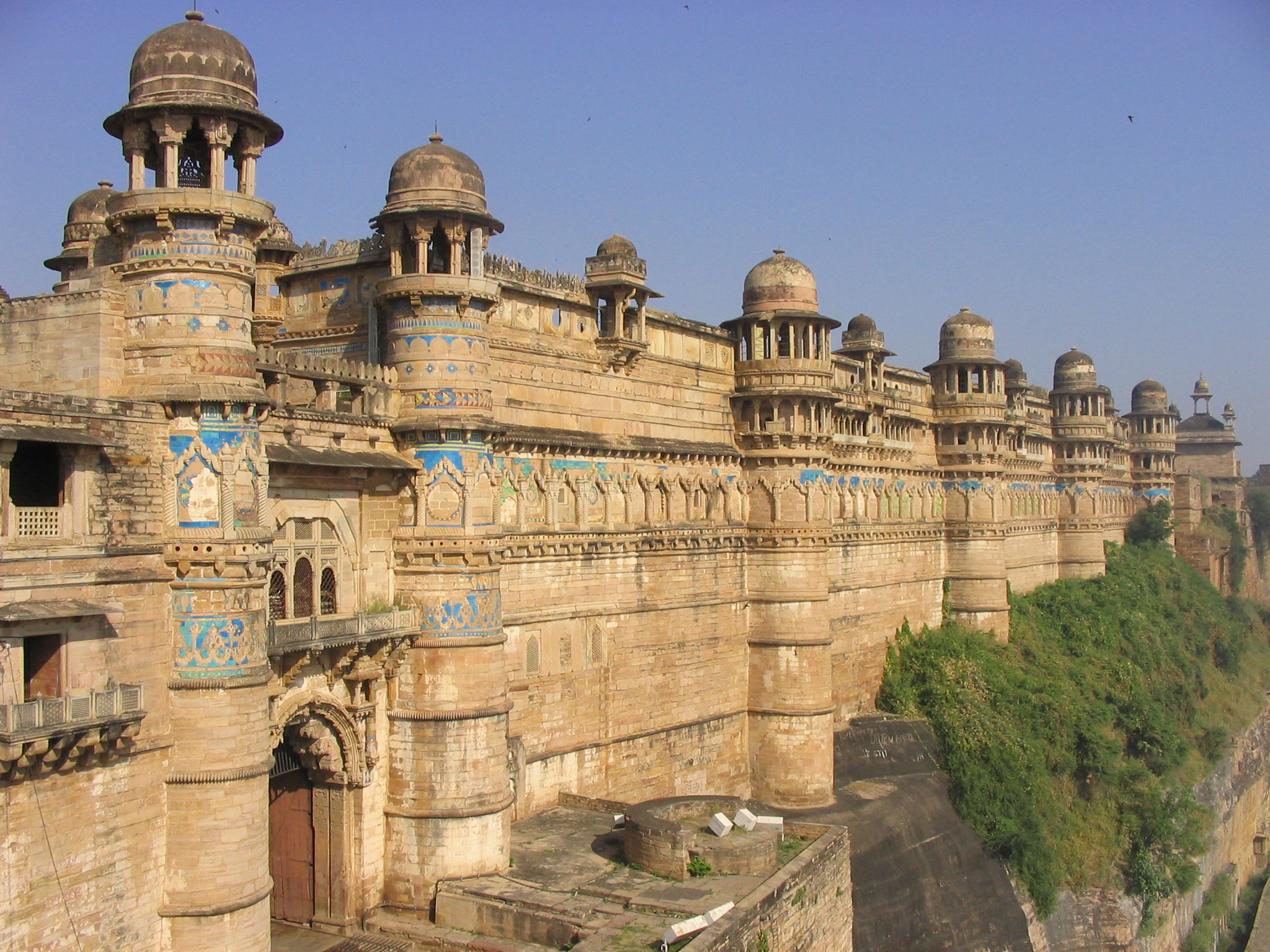
Стены Гвалиорской крепости

Гвалиор играл видную роль в истории Северной Индии как политический центр исторической области Малва. Собственно Гвалиором первоначально называлась крепость, живописно расположенная на плоской вершине 90-метрового утёса. О существовании этой крепости на пересечении важнейших торговых путей известно с VI века.
Под охранительной сенью внушительных стен сохранились шесть дворцов, шесть храмов, мечеть, восемь бассейнов и редчайшие памятники индийского зодчества XI века. У стен крепости в XV веке были высечены в толще скалы гигантские джайнские статуи, достигающие 18 метров в высоту.
В 6 км к югу от Гвалиорской крепости расположен город Лашкар, с 1810 года служивший резиденцией маратхской княжеской династии Синдхия. Родоначальник этой династии в 1745 г. отложился от Маратхской конфедерации и создал обширное Гвалиорское княжество. Владения его внука Махададжи (правил в 1761—1794 годах) охватывали значительную часть Северной Индии от Дели до Джайпура.
В ходе англо-маратхских войн 1803 и 1818 годрв гвалиорские правители потеряли часть своих земель. В 1780 и 1843 годах британские солдаты штурмовали и саму Гвалиорскую крепость. Во время восстания сипаев раджа сохранил верность британской короне, однако его солдаты взбунтовались. Английские соединения вновь оккупировали крепость, однако по договорённости с раджой в 1886 году были передислоцированы в Джханси.

## Физико-географическая характеристика
Гвалиор расположен на севере штата Мадхья-Прадеш в 300 км от Дели. Средняя высота над уровнем моря — 197 м.
Климат
Климат Гвалиора влажный субтропический (согласно классификации климатов Кёппена). Лето длится с марта по начало июня, муссонный сезон — с конца июня и до начала октября, прохладная сухая зима длится с начала ноября и до конца февраля. Абсолютный максимум температур — 48 °C, абсолютный минимум — −1 °C.
Наилучшее время для посещения города — с конца октября и до начала марта.
| Показатель                    | Янв. | Фев. | Март | Апр. | Май  | Июнь | Июль  | Авг.  | Сен.  | Окт. | Нояб. | Дек. | Год  |
| ----------------------------- | ---- | ---- | ---- | ---- | ---- | ---- | ----- | ----- | ----- | ---- | ----- | ---- | ---- |
| Абсолютный максимум, °C       | 32,4 | 37,2 | 41,7 | 46,2 | 48,3 | 47,4 | 44,0  | 41,7  | 40,0  | 40,1 | 38,6  | 32,1 | 48,3 |
| Средний суточный максимум, °C | 22,8 | 26,4 | 32,6 | 38,6 | 42,0 | 40,7 | 34,6  | 32,4  | 33,1  | 33,5 | 29,4  | 24,6 | 32,6 |
| Средняя температура, °C       | 14,9 | 18,1 | 19,6 | 24,0 | 30,1 | 34,4 | 34,9  | 30,5  | 28,8  | 28,5 | 25,9  | 20,5 | 25,6 |
| Средний суточный минимум, °C  | 7,0  | 9,8  | 15,4 | 21,5 | 26,8 | 29,0 | 26,4  | 25,2  | 23,9  | 18,6 | 11,6  | 7,3  | 18,5 |
| Абсолютный минимум, °C        | −1,1 | −0,3 | 5,4  | 11,8 | 17,2 | 18,2 | 20,1  | 19,6  | 15,1  | 8,9  | 3,0   | −0,4 | −1,1 |
| Норма осадков, мм             | 14,4 | 10,0 | 6,5  | 4,5  | 11,2 | 67,5 | 248,8 | 274,4 | 151,2 | 40,7 | 5,8   | 7,0  | 842  |
| Источник:                     |      |      |      |      |      |      |       |       |       |      |       |      |      |

## Население
Согласно данным переписи населения Индии 2011 года численность населения Гвалиора составила 1 053 505 человек. Соотношение полов — 878 женщин к 1000 мужчин. Уровень грамотности — 85,20 %.
| Религии в Гвалиоре                                             | Религии в Гвалиоре | Религии в Гвалиоре | Религии в Гвалиоре | Религии в Гвалиоре |
| Религия                                                        |                    |                    | Процент            |                    |
| -------------------------------------------------------------- | ------------------ | ------------------ | ------------------ | ------------------ |
| индуизм                                                        |                    |                    | 85 %               |                    |
| ислам                                                          |                    |                    | 10 %               |                    |
| джайнизм                                                       |                    |                    | 3.5 %              |                    |
| другие†                                                        |                    |                    | 1.5 %              |                    |
| Распределение верующих †Включая сикхизм (1%), буддизм (<0.5%). |                    |                    |                    |                    |

## Основные достопримечательности

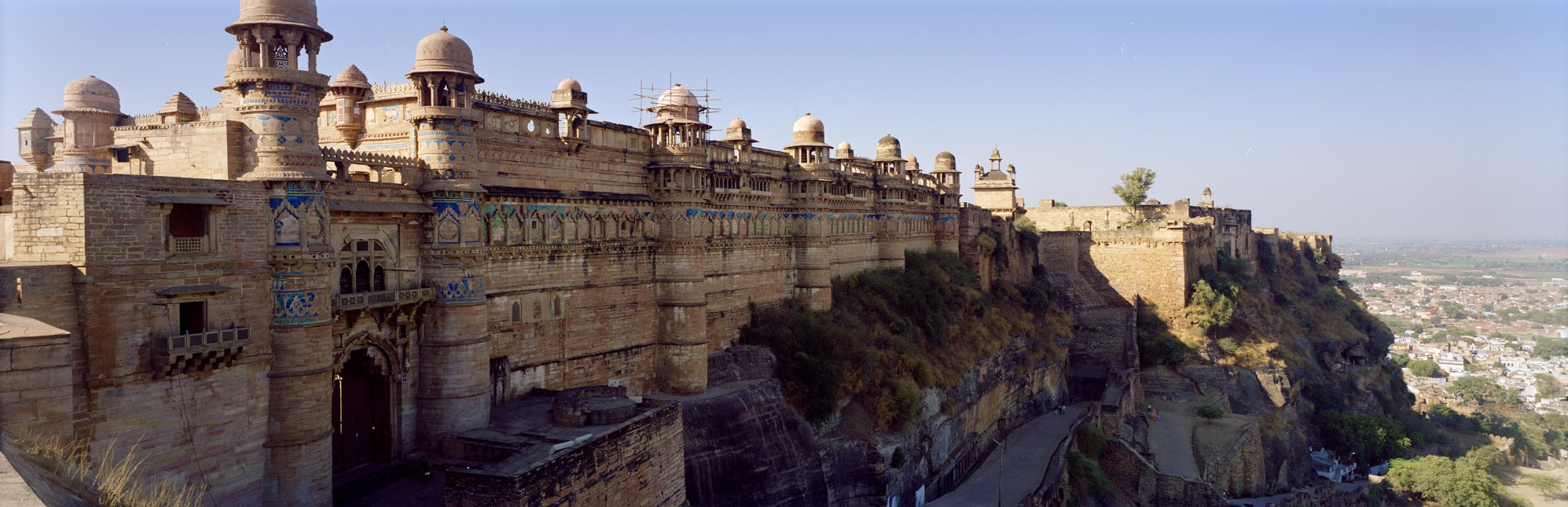
Панорама форта Гвалиор

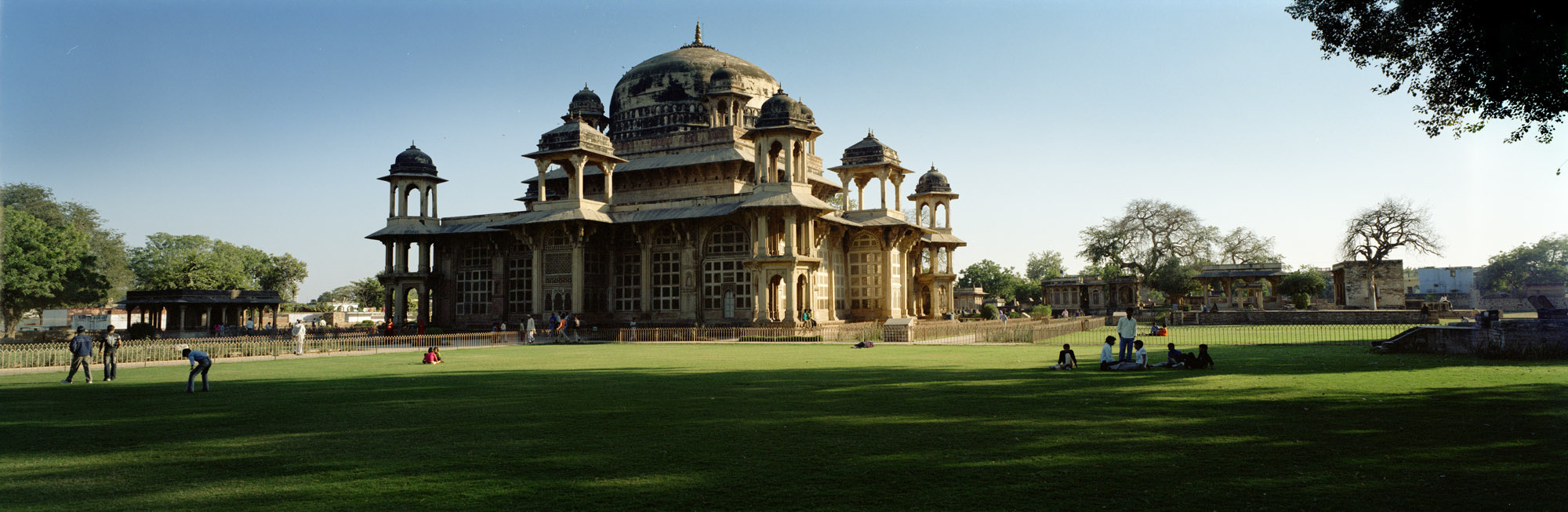
Гробница Гауса Мухамеда

- Форт Гвалиор, с которого открывается панорамный вид на весь город
- Гробница Гауса Мухамеда и расположенная неподалёку гробница Тансена — известного музыканта.